# 原始元定理
体論において、原始元定理 (primitive element theorem) あるいは原始元に関するアルティンの定理 (Artin's theorem on primitive elements) は原始元 (primitive element) をもつ有限次体拡大すなわち単拡大を特徴づける結果である。定理は有限次拡大が単拡大であることと中間体が有限個しかないことが同値であるというものである。とくに、有限次分離拡大は単拡大である。

## 用語
{\displaystyle E\supseteq F} を有限次体拡大とする。元 {\displaystyle \alpha \in E} は
{\displaystyle E=F(\alpha )}
であるときに {\displaystyle E\supseteq F} の原始元 (primitive element) と呼ばれる。この状況で、拡大 {\displaystyle E\supseteq F} を単（純）拡大という。このとき E のすべての元 x は
{\displaystyle x=f_{n-1}{\alpha }^{n-1}+\cdots +f_{1}{\alpha }+f_{0},}
の形に書ける、ただしすべての i に対して {\displaystyle f_{i}\in F} であり、{\displaystyle \alpha \in E} は固定されている。つまり、{\displaystyle E\supseteq F} が n 次分離拡大であれば、ある {\displaystyle \alpha \in E} が存在して、集合
{\displaystyle \{1,\alpha ,\cdots ,{\alpha }^{n-1}\}}
は E の F 上ベクトル空間としての基底である。
例えば、拡大 {\displaystyle \mathbb {Q} ({\sqrt {2}})\supseteq \mathbb {Q} } と {\displaystyle \mathbb {Q} (x)\supseteq \mathbb {Q} } はそれぞれ原始元 {\displaystyle {\sqrt {2}}} と x による単拡大である（{\displaystyle \mathbb {Q} (x)} は {\displaystyle \mathbb {Q} } 上不定元 x による有理関数体を表す）。

## 存在の主張
定理の解釈は 1930 年頃エミール・アルティンの理論の定式化で変わった。ガロワの時代から、原始元の役割は分解体をただ1つの元で生成されるものとして表現することだった。そのような元のこの（任意の）選択は Artin の扱いにおいて避けられる。同時に、そのような元の構成の考慮は退く：定理は存在定理 になる。
すると以下のアルティンの定理は古典的な原始元定理に取って代わる。
定理
{\displaystyle E\supseteq F} を有限次体拡大とする。このときある元  {\displaystyle \alpha \in E} に対して {\displaystyle E=F(\alpha )} であることと {\displaystyle E\supseteq K\supseteq F} なる中間体 K が有限個しか存在しないことは同値である。
すると定理の系はより古風な意味での原始元定理（分離性は通常暗黙に仮定された）である：
系
{\displaystyle E\supseteq F} を有限次分離拡大とする。このときある {\displaystyle \alpha \in E} に対して {\displaystyle E=F(\alpha )} である。
系は代数体、すなわち有理数体 Q の有限拡大に応用する、なぜならば Q は標数 0 ゆえ任意の拡大が分離的だからである。

## 反例
分離的でない拡大に対しては、これは標数が素数 p である必要があるが、少なくとも次数 [L : K] が p であるときには、L / K は原始元をもつ、なぜならば中間体が存在しないからだ。[L : K] = p2 のとき、原始元はない（したがって無限に多くの中間体が存在する）かもしれない。これは例えば次のようなときに起こる。K が
Fp(T, U),
p 元をもった有限体上の二不定元 T と U による有理関数体であり、L が K に T と U の p 乗根を添加して得られる体のとき。実は次のことがわかる。L の任意の元 α に対して元 αp は K に入るが、原始元は K 上次数 p2 をもたなければならない。

## 構成的結果
一般に、有限分離拡大 L / K に対するすべての原始元からなる集合は L の真の K-部分空間すなわち中間体の有限の集まりの補集合である。このステートメントは有限体のケースについては何も言っていない。有限体に対しては体の乗法群（巡回群）の生成元、これは当然原始元である、を見つけるために捧げられた計算理論が存在する。K が無限のときは、鳩ノ巣原理により証明できる。2元で生成された線型部分空間を考えると、c を K の元とする線型結合
{\displaystyle \gamma =\alpha +c\beta \ }
は有限個しかなく両方の元を含む部分体を生成できないことが証明される。これはアルティンの結果から古典的な結果がどのように導かれるかを示す方法としてほとんどすぐであり、中間体の個数の言葉での例外的な c の個数が有界であることが得られる（この数はガロワ理論によってアプリオリにそれ自身制限されるものである）。したがってこのケースにおいて trial-and-error は原始元を見つける実際的な手法となることができる。例を見よ。

## 例
例えば次のことはすぐに明らかではない。有理数体 {\displaystyle \mathbb {Q} } に、２つの多項式
{\displaystyle x^{2}-2\ }
と
{\displaystyle x^{2}-3,\ }
の根をそれぞれ {\displaystyle {\sqrt {2}}} と {\displaystyle {\sqrt {3}}} として添加し、{\displaystyle \mathbb {Q} } 上4次の体 K = {\displaystyle \mathbb {Q} ({\sqrt {2}},{\sqrt {3}})} を得るが、拡大は単純で原始元 {\displaystyle \gamma \in } K が存在して K = {\displaystyle \mathbb {Q} (\gamma )} となり、以下のように確認できる。
{\displaystyle \gamma ={\sqrt {2}}+{\sqrt {3}}}
の冪 {\displaystyle \gamma ^{i},i=0,1,2,3} は {\displaystyle 1,{\sqrt {2}},{\sqrt {3}},{\sqrt {2}}{\sqrt {3}}={\sqrt {6}}} の整数係数の線型結合として書き下すことができる。これらを線型方程式系としてとると、あるいは分解することによって、{\displaystyle {\sqrt {2}}} と {\displaystyle {\sqrt {3}}} について {\displaystyle \mathbb {Q} (\gamma )} 上解くことができ（実際 {\displaystyle {\sqrt {2}}=\scriptstyle {\frac {\gamma ^{3}-9\gamma }{2}}} を得る）、これは {\displaystyle \gamma } のこの選択が確かにこの例の原始元であることを意味している。与えられるすべての部分体の知識を仮定して、ガロワ理論による簡単な結論は {\displaystyle 1,{\sqrt {2}},{\sqrt {3}},{\sqrt {2}}{\sqrt {3}}} の有理数体上の独立性に注目することである。これは {\displaystyle \gamma } によって生成される部分体は {\displaystyle {\sqrt {2}}} あるいは {\displaystyle {\sqrt {3}}} あるいは {\displaystyle {\sqrt {2}}{\sqrt {3}}} によってすべての次数 2 の部分体を使い果たして生成される体ではありえないことを示している。したがってそれは体全体でなければならない。